# 真宗大谷派
真宗大谷派（しんしゅうおおたには）は、浄土真宗の宗派の1つで、宗教法人法による宗教法人（包括宗教法人）である。大派（だいは）、お東（おひがし）の通称がある。
阿弥陀如来一佛を本尊とし、親鸞を宗祖とする。大谷派の根本道場である東本願寺を、所属するすべての寺院および教会の本山とする。
宗教法人の事務所は「真宗大谷派宗務所」と称し、京都市下京区烏丸通七条上る常葉町754番地に置く。法人の代表役員は、宗務総長が務める。2018年12月31日現在の被包括宗教団体数は8,638。大谷派に属する僧侶および門徒の首位にある「門首」の地位、宗務に関する行為については、門首の節を参照のこと。
浄土真宗系の教団で結成する「真宗教団連合」に加盟し、加盟団体と相互の連絡・提携を取る。また同連合の事務総局は2年ごとに移管し、真宗大谷派宗務所と浄土真宗本願寺派宗務所が交代で担当する。

## 名称
宗派名は「浄土真宗本願寺派」との区別の便宜上、大谷派は「お東」「大派」、本願寺派は「お西」「本派」と通称される。同様に、本山の通称である「東本願寺」を宗派名の意で用いる場合もある。
但し寺号として正式に「東本願寺」を用いるのは東京の浅草にある東本願寺（旧東京本願寺）である。真宗大谷派は「本願寺」を解散させたため、寺院としての「東本願寺」ではなく宗派の礼拝所としての「真宗本廟」としている。そのため、本来の本山である「本願寺」は消滅し、末寺による集合体として存在する。なお、宗派の通称として本願寺派を西本願寺派と、大谷派を東本願寺派と俗用されていることがあるが、この表現を用いないのも大谷派と東本願寺派との混同を防ぐことになっている。

## 目的
宗教法人としての規則は、『宗教法人「真宗大谷派」規則』である。同規則第3条に、真宗大谷派の最高規定は『真宗大谷派宗憲』（以下、『宗憲』）としている。また『宗憲』第5条において、『宗憲』を最高規範と定めている。本ページは、『宗憲』に定められている事項を中心に要約・引用し、記述する。
『宗憲』第2条に「本派は、宗祖親鸞聖人の立教開宗の精神に則り、教法を宣布し、儀式を執行し、その他教化に必要な事業を行い、もって同朋社会を実現することを目的とする。」と定める。

## 歴史
本願寺教団の成立から「本願寺」の東西分立による本願寺教団分裂までの歴史の詳細は、「本願寺の歴史」を参照。

### 東西分裂以降
明治14年（1881年）6月25日、公式の宗派名を「真宗大谷派」と定める。当時の法主は第二十一代 嚴如。
明治16年（1883年）9月、「大谷派寺法」を制定する。法主が本山本願寺の住職と真宗大谷派教導職の管長を務めることが定まる。
昭和37年（1962年）7月、「同朋会運動」発足。当時の宗務総長は訓覇信雄（訓覇信雄-くるべしんゆう）。
運動のテーマは、「真宗同朋会運動とは、純粋な信仰運動である」、「家の宗教から個の自覚の宗教へ」である。
昭和44年（1969年）4月、第24代法主闡如が「私が兼務している法主・本願寺住職・管長のうち、管長職だけを長男光紹新門に譲る」と発表した「開申事件」を契機に、教義解釈や宗派運営の方針、財産問題等を巡り、大谷家と改革派が主導する真宗大谷派内局とが対立する。（詳細は「お東騒動」を参照。）
昭和56年（1981年）6月11日、新「真宗大谷派宗憲」（新宗憲）発布。宗憲改正にともない、「法主」を廃して「門首」を新たに設け、本願寺住職及び管長の役職を廃止した。
昭和62年（1987年）12月、内局（宗務総長及び参務で組織される。）は、宗教法人法に基づいて「宗教法人 本願寺」を解散の登記を行い、「宗教法人 真宗大谷派」に吸収合併する。当時の法主は、第二十四代法主 闡如。合併により真宗大谷派の本山としての礼拝施設となり、正式名称を「真宗本廟」と変更する。また、「東本願寺」の通称も公式に併用している。
※本願寺の正式名称は「久遠実成阿弥陀本願寺」

### 分派
以下は、真宗大谷派から離脱・独立した宗派で、これらは別の宗教法人・宗教団体である。
- 「宗教法人 浄土真宗東本願寺派本山東本願寺」[19] - 浄土真宗東本願寺派。東京都台東区の「浄土真宗東本願寺派 本山 東本願寺」を本山とする[20]。1981年に、宗派の維持・運営をめぐる見解の相違により、真宗大谷派から離脱・独立する[21]。
- 「宗教法人 本願寺」 - 浄土真宗大谷本願寺派。本山の寺基は、「一般財団法人 本願寺文化興隆財団」、および「東山浄苑 東本願寺」のある山科区上花山に置かれる[22]。
- 「宗教法人 本願寺」（嵯峨本願寺）[23]

## 本尊
本尊
阿弥陀如来一佛を本尊とする。
本尊とともに安置する影像
寺院などに安置する影像は、「正法弘通の恩徳を謝するため、宗祖親鸞聖人、聖徳太子、七高僧及び歴代御門跡の影像を安置する。」と定める。

## 正依の聖教
正依の聖教は、以下のとおりである。

### 浄土三部経
下記の経典を総称して「浄土三部経」と呼ぶ。
- 『佛説無量寿経』 曹魏康僧鎧訳
- 『佛説観無量寿経』 劉宋畺良耶舎訳
- 『佛説阿弥陀経』 姚秦鳩摩羅什訳

### 七高僧論釈章疏
七高僧の論釈章疏

#### インド
龍樹造
- 『十住毘婆沙論』「易行品」[注釈 5]
- 『十二礼』

天親造
- 『浄土論』[注釈 6]

#### 中国
曇鸞撰
- 『浄土論註』[注釈 7]
- 『讃阿弥陀佛偈』

道綽撰
- 『安楽集』

善導撰
- 『観無量寿経疏』[注釈 8]
- 『往生礼讃』[注釈 9]
- 『法事讃』[注釈 10]
- 『般舟讃』[注釈 11]
- 『観念法門』[注釈 12]

#### 日本
源信撰
- 『往生要集』

源空（法然）撰
- 『選択本願念佛集』

### 宗祖聖人撰述
- 『顕浄土真実教行証文類』[27]
- 『浄土文類聚鈔』
- 『愚禿鈔』
- 『入出二門偈』
- 『浄土三経往生文類』
- 『如来二種回向文』
- 『尊号真像銘文』
- 『一念多念文意』
- 『唯信鈔文意』
- 『浄土和讃』[注釈 13]
- 『高僧和讃』
- 『正像末和讃』

### その他の聖教
以下の書籍・消息（手紙）は、『宗憲』に定められる「正依の聖教」には含まれないが、真宗大谷派の聖典である『真宗聖典』に収録され教化などに用いられる。
親鸞消息
- 『親鸞聖人御消息集』（広本）
- 『御消息集』（善性本）
- 『親鸞聖人血脈文集』（「血脈文集」）
- 『末燈鈔』従覚編
- 「御消息拾遺」[注釈 14]

恵信尼
- 『恵信尼消息』

唯円
- 『歎異抄』

覚如
- 『執持鈔』
- 『口伝鈔』
- 『改邪鈔』
- 『本願寺聖人伝絵』（『御伝鈔』[注釈 16]
- 『報恩講私記』（『式文』）

存覚
- 『浄土真要鈔』
- 『歎徳文』（たんどくもん）

蓮如
- 『正信偈大意』
- 「御文」
  - 『五帖御文』
  - 『夏御文』（げのおふみ）
  - 『御俗姓』
- 『改悔文』[注釈 18]
- 『蓮如上人御一代記聞書』 - 蓮如の言行録

聖覚
- 『唯信鈔』

隆寛
- 『後世物語聞書』[注釈 19]
- 『一念多念分別事』
- 『自力他力事』

著者不明
- 『安心決定鈔』

源信
- 『念仏法語』（『横川法語』）

源空（法然）
- 『一枚起請文』

聖徳太子 
- 『十七条憲法』

## 本山
真宗本廟
真宗大谷派は、「真宗本廟」をすべての寺院及び教会の本山と定めている。大谷派に属するすべての個人及び団体は、これを崇敬護持しなければならないとする。
また「真宗本廟」は、宗祖である親鸞の真影を安置する「御影堂」および「阿弥陀堂」を中心とする聖域であって、本願寺とも称し、本派の崇敬の中心、教法宣布の根本道場であるとする。
大谷祖廟
また大谷祖廟は、宗祖聖人墳墓の地であって、大谷派に属する者は、これを敬仰護持しなければならないとする。

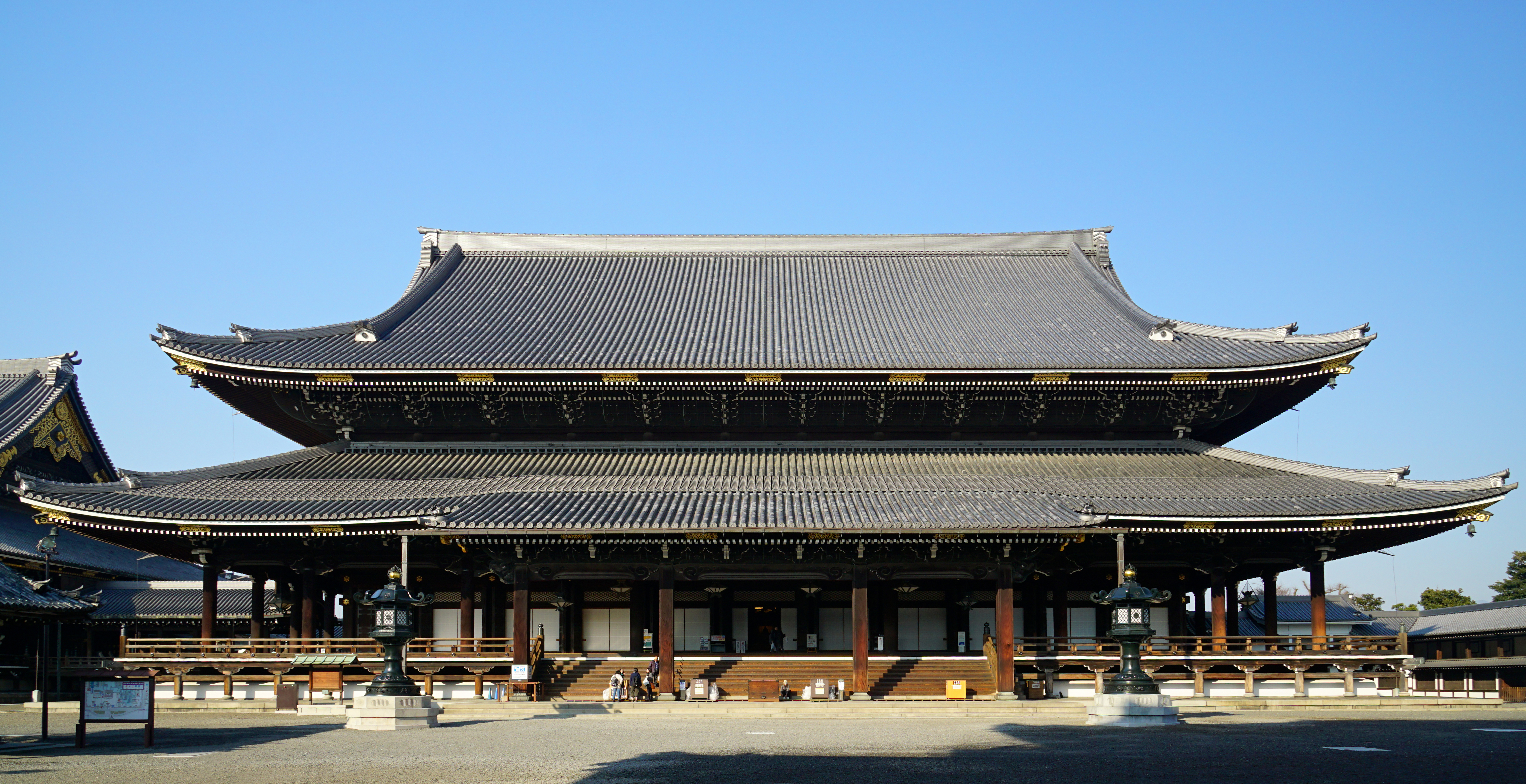
真宗本廟「御影堂」
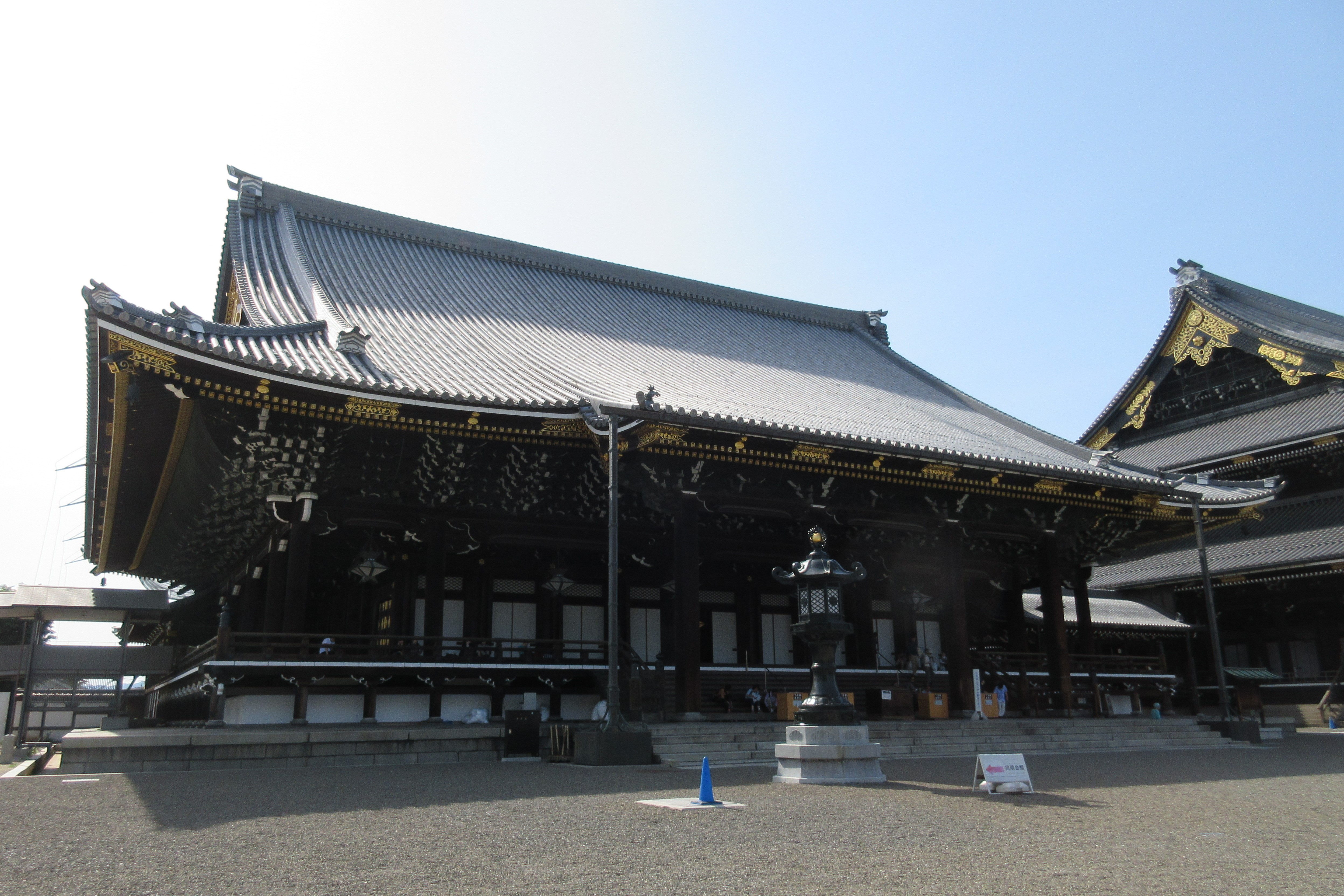
真宗本廟「阿弥陀堂」
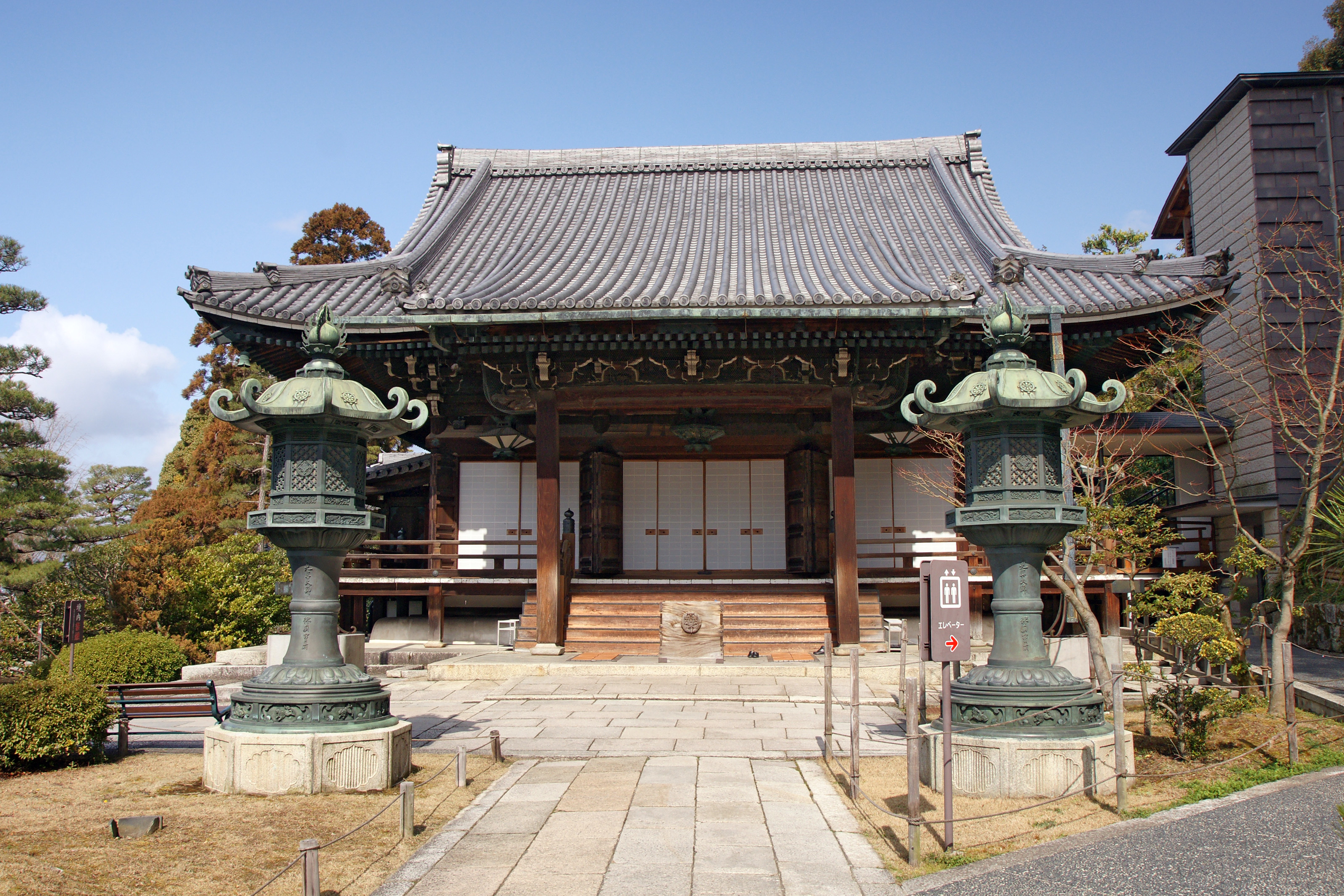
大谷祖廟「本堂」

## 教義
「本派の教義は、宗祖親鸞聖人が、佛説無量寿経に基づいて、顕浄土真実教行証文類を撰述して開顕した本願 の名号を体とする往還二廻向 を要旨とする。」と『宗憲』第8条に定める。

## 門首
2020年現在、大谷暢裕門首（第二十六代・法名「修如」）。
門首の地位
門首の地位は、真宗大谷派の僧侶及び門徒を代表して、真宗本廟の宗祖聖人真影の給仕並びに佛祖の崇敬に任ずることと、僧侶及び門徒の首位にあって、同朋とともに真宗の教法を聞信することである。
地位の継承
地位の継承は、宗会の議決した内事章範の定めるところによるとする。
門首の宗務に関する行為
門首の宗務に関する行為は、内局の進達により、下記の事項を行う。
1. 本尊、名号、影像及び法名を授与すること。
2. 儀式を主宰すること。
3. 得度式及び帰敬式を行うこと。
4. 宗会による宗務総長の指名を認証すること。
5. 内局による審問院長の指名を認証すること。
6. 宗憲改正を公示すること。
7. 宗会招集の達示を発すること。
8. 宗議会解散の達示を発すること。
9. 褒賞を授与すること。
10. 懲戒に処せられた者の減免及び復権を認証すること。

門首の行為と内局の進達
門首が、宗務に関する行為を行うときは、すべて内局の進達を必要とし、内局がその責任を負う。
門首は内局の進達事項を拒み、干渉することができない。門首が進達事項を拒否して宗務行為をしないときは、内局が臨時に代行できる。
門首の権能の限界
門首の権能の限界は、上記の宗務に関する行為のほかは、宗務執行に関する権能を有しない。
門首の代行
門首が内局の進達事項を拒み、進達を得ないで宗務に干渉したときは、内局は参与会と常務会の選定した門首代行を置くことを決定できる。

### 歴代
|                    | 名前               | 生年月日                                             | 継承年月日                             | 委譲年月日                             | 命日                                 | 備考 | 脚注                                |
| ------------------ | ------------------ | ---------------------------------------------------- | -------------------------------------- | -------------------------------------- | ------------------------------------ | --- | ----------------------------------- |
| 宗祖               | 親鸞               | 承安3年4月1日 （1173年5月14日）                      | ---                                    | ---                                    | 弘長2年11月28日 （1263年1月9日<）    | 第三代覺如により「宗祖」に定められる。 |                                     |
| ※                  | 覺信尼             | 元仁元年 （1224年）?                                 | 建治3年 （1277年）                     | 弘安6年11月24日? （1283年12月14日?）   | 弘安6年11月24日? （1283年12月14日?） | 「大谷廟堂」初代留守職。 |                                     |
| 第二代             | 如信               | 嘉禎元年 （1235年）                                  | ---                                    | ---                                    | 正安2年1月4日 （1300年1月26日）      | 第三代覺如により「第二代」に定められる。 | [ 注釈 33 ]                         |
| ※                  | 覺惠               | 暦仁2年/延応元年頃 （1239年頃）                      | 弘安6年11月24日? （1283年12月14日?）   | 徳治2年4月12日 （1307年5月14日）       | 徳治2年4月12日 （1307年5月14日）     | 「大谷廟堂」第二代留守職。 | [ 注釈 34 ]                         |
| 第三代             | 覺如               | 文永7年12月28日 （1271年2月9日）                     | 延慶3年 （1310年）                     | 貞和6年/観応元年 （1350年）            | 観応2年1月19日 （1351年2月15日）     | 「本願寺」の実質的開基。 覺如は、退隠による委譲と存覺義絶による復職を繰返す。 存覺は、本願寺留守職には復職せずに甥の善如に委譲する。                 | [ 注釈 36 ] [ 注釈 37 ] [ 注釈 38 ] |
| ※                  | 存覺               | 正応3年6月4日 （1290年7月11日）                      | 就任期間は脚注を参照。                 | 就任期間は脚注を参照。                 | 応安6年2月28日 （1373年3月22日）     | 「本願寺」の実質的開基。 覺如は、退隠による委譲と存覺義絶による復職を繰返す。 存覺は、本願寺留守職には復職せずに甥の善如に委譲する。                 |                                     |
| 第四代             | 善如               | 正慶2年2月2日 （1333年2月16日）                      | 貞和6年/観応元年 （1350年）            | 康応元年2月29日 （1389年3月27日）      | 康応元年2月29日 （1389年3月27日）    | |                                     |
| 第五代             | 綽如               | 観応元年3月15日 （1350年4月22日）                    | 康応2年/明徳元年 （1390年）            | 明徳4年4月24日 （1393年6月4日）        | 明徳4年4月24日 （1393年6月4日）      | | [ 注釈 39 ]                         |
| 第六代             | 巧如               | 永和2年 （1376年）                                   | 応永元年 （1394年）                    | 永享8年 （1436年）                     | 永享12年10月14日 （1440年11月8日）   | |                                     |
| 第七代             | 存如               | 応永3年7月10日 （1396年8月13日）                     | 永享8年 （1436年）                     | 長禄元年6月18日 （1457年7月9日）       | 長禄元年6月18日 （1457年7月9日）     | |                                     |
| 第八代             | 蓮如               | 応永22年2月25日 （1415年4月4日）                     | 長禄元年6月18日 （1457年7月9日）       | 延徳8年 （1489年）                     | 明応8年3月25日 （1499年5月5日）      | 本願寺中興の祖。 |                                     |
| 第九代             | 實如               | 長禄2年8月10日 （1458年9月17日）                     | 延徳8年 （1489年）                     | 大永5年2月2日 （1525年2月23日）        | 大永5年2月2日 （1525年2月23日）      | |                                     |
| 第十代             | 證如               | 永正13年11月20日 （1516年12月13日）                  | 大永5年2月2日 （1525年2月23日）        | 天文23年8月13日 （1554年9月9日）       | 天文23年8月13日 （1554年9月9日）     | |                                     |
| 第十一代           | 顯如               | 天文12年1月7日 （1543年2月10日）                     | 天文23年8月13日 （1554年9月9日）       | 文禄元年11月24日 （1592年12月27日）    | 文禄元年11月24日 （1592年12月27日）  | →「 石山合戦 」も参照 |                                     |
| 以降、東本願寺歴代 | 以降、東本願寺歴代 | 以降、東本願寺歴代                                   | 以降、東本願寺歴代                     | 以降、東本願寺歴代                     | 以降、東本願寺歴代                   | 以降、東本願寺歴代 | [ 注釈 41 ]                         |
| 第十二代           | 敎如               | 永禄元年9月16日 （1558年10月27日） （1558年11月6日） | 文禄元年11月24日 （1592年12月27日）    | 慶長19年10月5日 （1614年11月6日）      | 慶長19年10月5日 （1614年11月6日）    | 文禄2年（1593年）閏9月16日、豊臣秀吉の命により一旦退隠させられる。 慶長7年（1602年）、徳川家康より烏丸六条に寺地を寄進され本願寺を分立して復職する。 |                                     |
| 第十三代           | 宣如               | 慶長7年 （1602年）                                   | 慶長19年10月5日 （1614年11月6日）      | 承応2年12月 （1654年1 - 2月）          | 万治元年7月25日 （1658年8月23日）    | |                                     |
| 第十四代           | 琢如               | 寛永元年 （1625年）                                  | 承応2年12月 （1654年1 - 2月）          | 寛文4年11月 （1664年12月 - 1665年1月） | 寛文11年4月14日 （1671年5月22日）    | |                                     |
| 第十五代           | 常如               | 寛永18年 （1641年）                                  | 寛文4年11月 （1664年12月 - 1665年1月） | 延宝7年 （1679年）                     | 元禄7年5月22日 （1694年6月14日）     | |                                     |
| 第十六代           | 一如               | 慶安2年 （1649年）                                   | 延宝7年 （1679年）                     | 元禄13年4月12日 （1700年5月30日）      | 元禄13年4月12日 （1700年5月30日）    | |                                     |
| 第十七代           | 眞如               | 天和2年 （1682年）                                   | 元禄13年4月12日 （1700年5月30日）      | 延享元年10月2日 （1744年11月5日）      | 延享元年10月2日 （1744年11月5日）    | |                                     |
| 第十八代           | 從如               | 享保5年 （1720年）                                   | 延享元年10月2日 （1744年11月5日）      | 宝暦10年7月11日 （1760年8月21日）      | 宝暦10年7月11日 （1760年8月21日）    | |                                     |
| 第十九代           | 乘如               | 延享元年 （1744年）                                  | 宝暦10年7月11日 （1760年8月21日）      | 寛政4年2月22日 （1792年3月14日）       | 寛政4年2月22日 （1792年3月14日）     | |                                     |
| 第二十代           | 逹如               | 安永9年 （1780年）                                   | 寛政4年2月22日 （1792年3月14日）       | 弘化3年5月22日 （1846年6月15日）       | 慶応元年11月4日 （1865年12月21日）   | |                                     |
| 第二十一代         | 嚴如               | 文化14年3月7日 （1817年4月22日）                     | 弘化3年5月22日 （1846年6月15日）       | 明治22年10月7日 （1889年10月7日）      | 明治27年1月15日 （1894年1月15日）    | |                                     |
| 第二十二代         | 現如               | 嘉永5年7月27日 （1852年9月10日）                     | 明治22年10月7日 （1889年10月7日）      | 明治41年11月 （1908年11月）            | 大正12年2月8日 （1923年2月8日）      | →「 本願寺道路 」も参照 |                                     |
| 第二十三代         | 彰如               | 明治8年2月27日 （1875年2月27日）                     | 明治41年11月 （1908年11月）            | 大正14年9月 （1925年9月）              | 昭和18年2月6日 （1943年2月6日）      | |                                     |
| 第二十四代         | 闡如               | 明治36年10月1日 （1903年10月1日）                    | 大正14年9月 （1925年9月）              | 平成5年4月13日 （1993年4月13日）       | 平成5年4月13日 （1993年4月13日）     | 闡如の没後は、お東騒動による教団内部の混乱によって後継門首不在となる。                                                                               |                                     |
| ※                  | 大谷演慧 （闡教）  | 大正3年11月14日 （1914年11月14日）                   | 平成5年4月17日 （1993年4月17日）       | 平成8年7月31日 （1996年7月31日）       | 平成20年1月28日 （2008年1月28日）    | 門首不在期間は、鍵役の大谷演慧が「門首代行」を務める。                                                                                               |                                     |
| 第二十五代         | 大谷暢顯 （淨如）  | 昭和5年3月27日 （1930年3月27日）                     | 平成8年7月31日 （1996年7月31日）       | 令和2年6月30日 （2020年6月30日）       | -                                    | 前門首。 |                                     |
| 第二十六代         | 大谷暢裕 （修如）  | 昭和26年8月17日 （1951年8月17日）                    | 令和2年7月1日 （2020年7月1日）         | 現職                                   | -                                    | 現門首。 |                                     |

### 略系図
略系図出典
- 洞院公定撰『尊卑分脈』
- 佐々木月樵 編『親鸞伝叢書』「本願寺系図」
- 『真宗の教えと宗門の歩み』真宗大谷派宗務所出版部、第4版
- 今井雅晴『如信上人』 真宗大谷派東京教務所、改訂版
- 平雅行『歴史のなかに見る親鸞』
- 同朋大学仏教文化研究所 編『誰も書かなかった親鸞-伝絵の真実』

## 組織
上記の基本方針に従い、種々の教化活動・社会活動・諸事業を展開している。
運営は、「中央」と「地方」の組織により行われる。それぞれの組織は、以下に示す通り三権分立（宗務機関〈「行政府」に相当〉・立法機関〈「立法府」に相当〉・司法機関〈「司法府」に相当〉）の形態を取る。

### 組織図
|      | 宗務機関                               | 宗務機関                               | 宗務機関                               | 立法機関 | 立法機関   | 司法機関       | 司法機関       |
| ---- | -------------------------------------- | -------------------------------------- | -------------------------------------- | -------- | ---------- | -------------- | -------------- |
| 中央 | 内局                                   | 内局                                   | 内局                                   | 宗会     | 宗会       | 審問院         | 審問院         |
| 中央 | 宗務総長                               | 宗務総長                               | 参務                                   | 宗議会   | 参議会     | 監察室         | 審問室         |
| 地方 | 教区教化委員会（教務所〈教区〉・別院） | 教区教化委員会（教務所〈教区〉・別院） | 教区教化委員会（教務所〈教区〉・別院） | 教区会   | 教区門徒会 | 紛議調停委員会 | 紛議調停委員会 |
| 地方 | 組教化委員会（組）                     | 組教化委員会（組）                     | 組教化委員会（組）                     | 組会     | 組門徒会   | （査察委員）   | （査察委員）   |
| 地方 | 寺院・同朋の会                         | 寺院・教会                             | 寺院・教会                             | 住職     | 門徒       | ---            | ---            |
| 地方 | 寺院・同朋の会                         | 門徒                                   |                                        | 住職     | 門徒       | ---            | ---            |

### 宗会
「宗会」は、大谷派の最高議決機関であり、すべての予算、決算、条例案などを議決する。また、宗務総長を指名する（門首が認証する）。「宗議会」と、「参議会」の両議院で構成する。宗議会には、参議会に対する宗議会の優越が宗憲で定められている。
宗議会は、各教区の僧侶から選出される議員（65人以内）で組織する。宗議会には、その議長、副議長及び宗議会で互選した者の合計10人の参与会員で組織する参与会が置かれている。
参議会は、各教区の門徒から選出される議員（65人以内）で組織する。参議会には、その議長、副議長及び参議会で互選した者の合計10人の常務会員で組織する常務会が置かれている。

### 内局
「内局」は、大谷派の宗務執行機関であり、宗会により指名された「宗務総長」、および五人の「参務」で組織する。
宗務総長は、真宗大谷派の教師の中から、宗会が指名し、門首がこれを認証する。この指名は、他のすべての議案に先だって、これを行うとする。また、宗教法人たる真宗大谷派の代表役員となる。参務は、真宗大谷派の教師の中から、宗務総長が任命し、宗務総長は、参務を罷免することができる。
2015年現在の宗務総長は、里雄 康意（大垣教区第17組 緑林寺住職）。
参務は、但馬弘 (55) =石川県小松市、興宗寺住職▽木越渉 (57) ＝石川県かほく市、光専寺住職▽富田泰成 (62) ＝愛知県稲沢市、妙用寺住職▽望月慶子 (73) =兵庫県洲本市、浄泉寺衆徒▽三島多聞 (70) =岐阜県高山市、真蓮寺住職。
内局の職務は、以下の通りである。
1. 予算を作成して宗会に提出すること。
2. 宗憲及び条例の規定を実施するため、達令を制定すること。
3. 懲戒に処せられた者の減免及び復権を決定すること。

宗務出張所
大谷派は、政府その他中央の諸機関との連絡及び首都における施策の調整をはかるため、東京都に東京宗務出張所を設けている。

### 董理院
「董理院」は、宗義に関する重要事項を審議し、及び宗務総長の申報により、宗義に関する言説についての正否を判ずる。
董理院は、董理10人以内で組織する。
董理は、講師及び嗣講の中から、宗務総長が任命する。任期は4年。

### 審問院
「審問院」は、大谷派の秩序を保持し、同派の規定による申立及び係争又は紛争に関する事項並びに僧侶の懲戒に関する事項について監察、提訴及び審決を行う。
審問院には、大谷派の教師の中から、宗議会の同意を得た者について、内局がこれを指名した審問院長を1人置く。審問院長は門首が認証する。

## 地方宗務機関
国内を30の「教区」に分け、その下に420の「組」に分ける。また、海外に3つの「開教区」を設ける。

### 教区
地方の宗務を運営するため、全国を教区に分け、各教区に教務所長を置き、教務所を設けている。
教区の宗務機関として、教務所長を委員長とする教区教化委員会を置く。
教区の議決機関として、教区会（教区に各組から選出される僧侶の代表で組織する）と教区門徒会（各組門徒会から互選された代表者である「教区門徒会員」で組織する）を置く。
地方宗務審査機関として、各組にて住職が互選した査察委員で構成される紛議調停委員会を教区に設け、宗務上の紛議について審査調停する。
連区
また、全国を5つの「連区」に分け、国内各教区の広域的な連携をはかり、各地域における聞法・弘教活動を一層推進することを目的として、連区制が定められている。
- 北海道・東北連区 - 北海道・奥羽・山形・仙台・東京・三条・高田の7教区

- 北陸連区 - 富山・高岡・能登・金沢・小松・大聖寺・福井の7教区

- 東海連区 - 高山・大垣・岐阜・岡崎・名古屋・三重の6教区

- 近畿連区 - 長浜・京都・大阪・山陽・四国の5教区

- 九州連区 - 日豊・久留米・長崎・熊本・鹿児島の5教区

### 開教区
開教を必要とする地に開教区を設け、これに開教監督を置き、開教監督部を設けている。

### 別院
地域的偏頗はあるものの下記の通りほぼ全国に、各教区・開教区における教法の聞信・宣布の拠点として、国内に51寺院・海外に2寺院が「別院」として設置される。
設立の経緯は、下記の通りである。
1. 宗祖や歴代門首等の旧蹟地、もしくは由緒地に設置される場合。
2. 各地域における弘教の拠点地に設置される場合。
3. 上記1、2の理由が複合的に作用して設置される場合。

別院は、教区、または開教区に所属する。
別院に住職1人を置き、「門首」がこれに当る。ただし、「門首」以外の者を住職とすることもできる。また、別院に「輪番」1人を置き、住職の職務を代掌し、宗教法人である別院の代表役員となる。
別院に院議会が置かれ、輪番が選定した院議会議員が置かれる。また、院議会に常議員会が置かれ、院議会で院議員の互選で選定される。

### 組
「教区」を「組」（そ）に分け、普通寺院、教会その他の所属団体を分属させている。ただし別院は、教区又は開教区の所属とする。組には、組長と数名の副組長を置く。
組の宗務機関として、組会で選出される組長を委員長とする「組教化委員会」を置く。
組の議決機関として、「組会」と「組門徒会」を置く。

#### 教区・別院・開教区一覧
教区・別院
北海道教区（北海道）
- 北海道教務所 - 北海道札幌市中央区南7条西7丁目290（位置情報）
  - 札幌別院 - 北海道札幌市中央区南7条西8丁目290（位置情報）
    - 札幌別院北支院 - 北海道札幌市東区北13条東1丁目3-12（位置情報）
    - 札幌別院北三条支院 - 北海道札幌市中央区北3条東6丁目339（位置情報）
    - 札幌別院豊白支院 - 北海道札幌市豊平区豊平1条2丁目1-6（位置情報）
    - 札幌別院円山支院 - 北海道札幌市中央区大通西21丁目3-15（位置情報）
    - 札幌別院山鼻支院 - 北海道札幌市中央区南16条西13丁目2-1（位置情報）
    - 札幌別院現来寺支院 - 北海道札幌市北区北28条西15丁目1-1（位置情報）

  - 函館別院 - 北海道函館市元町16-15（位置情報）
    - 函館別院千歳支院 - 北海道函館市千歳町7-2（位置情報）
    - 函館別院本町支院 - 北海道函館市本町30-32（位置情報）
    - 函館別院海岸支院 - 北海道函館市海岸町7-2（位置情報）
    - 函館別院船見支院 - 北海道函館市船見町18-20（位置情報）
    - 函館別院東山支院 - 北海道北海道函館市東山1丁目1-7（位置情報）

  - 旭川別院 - 北海道旭川市宮下通2-1463（位置情報）
  - 帯広別院 - 北海道帯広市東3条南丁目7（位置情報）
  - 根室別院 - 北海道根室市平内町4-13（位置情報）
  - 江差別院 - 北海道檜山郡江差町字中歌町169（位置情報）

東北教区（東北）
- 東北教務所 - 東北別院内
  - 東北別院 - 宮城県仙台市宮城野区小田原1-2-16（位置情報）
  - 原町別院 - 福島県南相馬市原町区南町1-70（位置情報）
- 奥羽教務支所 - 秋田県能代市清助町3-67（位置情報）
- 山形教務支所 - 山形県山形市木の実町9-26（位置情報）

東京教区（茨城県・群馬県・栃木県・埼玉県・千葉県・東京都・神奈川県・山梨県・長野県）
- 東京教務所 - 東本願寺真宗会館内
  - 東本願寺真宗会館 - 東京都練馬区谷原1-3-7（位置情報）
    - 東京宗務出張所 - 東本願寺真宗会館内
    - 首都圏教化推進本部 - 東本願寺真宗会館内

  - 横浜別院 - 神奈川県横浜市港南区日野1-10-8（位置情報）
  - 甲府別院 光沢寺 - 山梨県甲府市相生3-5-7（位置情報）

三条教区（新潟県東部・北部）
- 三条教務所 - 三条別院内
  - 三条別院 - 新潟県三条市本町2-1-57（位置情報）

高田教区（新潟県西部）
- 高田教務所 - 高田別院内
  - 高田別院 - 新潟県上越市寺町2-24-4（位置情報）
  - 新井別院 - 新潟県妙高市下町5-3（位置情報）

なお、三条教区と高田教区は統合し、新潟教区となることが決定している。
富山教区（富山県東部）
- 富山教務所 - 富山別院内
  - 富山別院 - 富山県富山市総曲輪2-8-29（位置情報）

高岡教区（富山県西部）
- 高岡教務所 - 富山県高岡市丸の内2-15（位置情報）
  - 井波別院 瑞泉寺 - 富山県南砺市井波3050（位置情報）
  - 城端別院 善徳寺 - 富山県南砺市城端405（位置情報）

能登教区（石川県能登地域）
- 能登教務所（済美精舎） - 石川県七尾市藤橋町テ9-1（位置情報）

金沢教区（石川県南部）
- 金沢教務所 - 金沢別院内
  - 金沢別院 - 石川県金沢市安江町15-52（位置情報）
  - 鶴来別院 - 石川県白山市鶴来清沢町ヨ12番地（位置情報）

小松教区（石川県小松市、および周辺地域）
- 小松教務所 - 石川県小松市小馬出町26（位置情報）

大聖寺教区（石川県加賀市、および周辺地域）
- 大聖寺教務所 - 石川県加賀市大菅波町フ8-1（位置情報））

小松教区並びに大聖寺教区については、2021年4月12日、13の両日、2023年7月に合併し「小松大聖寺教区」となることを両教区会と門徒会で議決し、正式に決まった。
福井教区（福井県・岐阜県郡上市の一部）
- 福井教務所 - 福井別院本瑞寺内・福井県福井市花月1-2-1（位置情報）
  - 福井別院 本瑞寺 - 福井県福井市花月1-2-36（位置情報）
    - 福井別院橋立支院 - 石川県加賀市橋立町ム168（位置情報）

  - 吉崎別院 - 福井県あわら市吉崎1-301（位置情報）

岐阜高山教区（岐阜県広域）
2020年7月に岐阜・高山両教区が統合し、岐阜高山教区となる。岐阜高山教務所は、旧岐阜教務所に設置。高山教務所は高山教務支所となるが、引き続き事務手続等は執り行う。
- 岐阜高山教務所 - 岐阜別院内
  - 岐阜別院 - 岐阜県岐阜市大門町1（位置情報）
  - 竹鼻別院 - 岐阜県羽島市竹鼻2802（位置情報）
  - 笠松別院 - 岐阜県羽島郡笠松町西宮町42（位置情報）
- 高山教務支所 - 高山別院照蓮寺内
  - 高山別院 照蓮寺 - 岐阜県高山市鉄砲町6（位置情報）

大垣教区（岐阜県西部）
- 大垣教務所 - 大垣別院開闡寺内
  - 大垣別院 開闡寺 - 岐阜県大垣市伝馬町11（位置情報）
  - 高須別院 二恩寺 - 岐阜県海津市海津町高須町932（位置情報）

岡崎教区（静岡県・愛知県東部）
- 岡崎教務所 - 岡崎市梅園町1-1-2（位置情報）
  - 三河別院 - 愛知県岡崎市中町字野添25（位置情報）
    - 三河別院挙母支院 - 愛知県豊田市神明町1-55（位置情報）

  - 豊橋別院 - 愛知県豊橋市花園町8（位置情報）
  - 赤羽別院親宣寺 - 愛知県西尾市一色町赤羽上郷中14（位置情報）
  - 静岡別院 - 静岡県静岡市葵区屋形町10（位置情報）

名古屋教区（愛知県西部）
- 名古屋教務所 - 名古屋別院内
  - 名古屋別院（東別院） - 愛知県名古屋市中区橘2-8-55（位置情報）
    - 名古屋別院蜆支院 - 愛知県弥富市東蜆2丁目20（位置情報）
    - 名古屋別院廣徳寺支院 - 愛知県知多郡美浜町大字時志字南平井91−2（位置情報）

三重教区（三重県）
- 三重教務所 - 桑名別院本統寺内
  - 桑名別院 本統寺 - 三重県桑名市北寺町47（位置情報）

長浜教区（滋賀県北部・福井県敦賀市）
- 長浜教務所 - 長浜別院大通寺内・滋賀県長浜市元浜町32-4（位置情報）
  - 長浜別院 大通寺 - 滋賀県長浜市元浜町32-9（位置情報）
  - 五村別院 - 滋賀県長浜市五村150（位置情報）

長浜教区は2024年度に京都教区に吸収合併されることが2022年に決定している。合併後は特別区として存続し、長浜教務所は支所として存続する。
京都教区（福井県若狭地域・滋賀県〈北部を除く〉・京都府・兵庫県北部・鳥取県・島根県）
- 京都教務所 - 京都府京都市下京区花屋町通烏丸西入ル（位置情報）
  - 赤野井別院 - 滋賀県守山市赤野井町328（位置情報）
  - 大津別院 - 滋賀県大津市中央2-5-25（位置情報）
  - 山科別院 長福寺 - 京都府京都市山科区竹鼻サイカシ町13-17（位置情報）
  - 岡崎別院 - 京都府京都市左京区岡崎天王町26（位置情報）
  - 伏見別院 - 京都府京都市伏見区大阪町609（位置情報）

大阪教区（大阪府・兵庫県南東部・奈良県・和歌山県）
- 大阪教務所 - 難波別院内
  - 難波別院(南御堂・難波御堂) - 大阪市中央区久太郎町4-1-11（位置情報）
    - 難波別院堺支院[注釈 57] - 大阪府堺市堺区櫛屋町東4-1-29（位置情報）

  - 天満別院 - 大阪市北区東天満1-8-26（位置情報）
  - 八尾別院 大信寺 - 大阪府八尾市本町4-2-48（位置情報）
  - 茨木別院 - 大阪府茨木市別院町3-31（位置情報）
  - 大和大谷別院 - 奈良県大和高田市大谷274（位置情報）

山陽教区（兵庫県南西部・岡山県・広島県・山口県）
- 山陽教務所 - 姫路船場別院本徳寺内
  - （神戸別院） - 2010年現在未活動[注釈 58]。連絡先は山陽教務所。
  - 姫路船場別院 本徳寺 - 兵庫県姫路市地内町1 位置情報）
  - 赤穂別院 妙慶寺 - 兵庫県赤穂市加里屋51-2（位置情報）
  - 広島別院 明信院 - 広島県広島市中区宝町4-16（位置情報）

四国教区（香川県・愛媛県・徳島県・高知県）
- 四国教務所 - 香川県高松市御坊町1-15（位置情報）
  - 土佐別院 - 高知県高知市鳥越40-23（位置情報）

九州教区（九州・沖縄）
2020年7月に久留米・日豊・長崎・熊本・鹿児島の各教区が統合し、九州教区となる。九州教務所は旧久留米教務所に設置し、事務書類等はすべて久留米で対応する。他の教務所は、布教拠点としての支所となる。
- 九州教務所 - 福岡県久留米市西町540-1（位置情報）

- 福岡教務支所 - 福岡市中央区六本松4丁目3－2インエイト六本松ビル2Ｆ‐1

福岡都市圏の門徒に向けた仏事サポートセンター福岡として2021年に福岡市内に新設。
- 日豊教務支所 - 四日市別院内
  - 四日市別院 - 大分県宇佐市四日市1425-1（位置情報）

- 長崎教務支所 - 長崎教会内
  - 長崎教会 - 長崎県長崎市筑後町9-23（位置情報）
  - 佐世保別院 - 長崎県佐世保市島瀬町4-18（位置情報）

- 熊本教務支所 - 熊本県熊本市呉服町2-5（位置情報）

- 鹿児島教務支所 - 鹿児島別院内
  - 鹿児島別院 - 鹿児島県鹿児島市新町2-13（位置情報）
    - 鹿児島別院伊敷支院 - 鹿児島県鹿児島市小野2-10-8（位置情報）

準開教区
沖縄開教本部 - 沖縄別院内
- 沖縄別院 - 沖縄県宜野湾市大山2-32-21（位置情報）

海外開教区
ハワイ開教区
ハワイ開教監督部 - 東本願寺ハワイ別院内
- 東本願寺ハワイ別院 - 1685 Alaneo St. Honolulu, HI 96817 U.S.A.（位置情報）

北米開教区
北米開教監督部 - 244 South San Pedro St.,#304 Los Angeles, CA 90012 U.S.A.（位置情報）
- 東本願寺ロサンゼルス別院 - 505 East Third St. Los Angeles, CA 90013 U.S.A.（位置情報）

南米開教区
南米開教監督部 - 東本願寺南米本願寺内
- 東本願寺南米本願寺 - Av.do Cursino, 753-jd.da Saúde Sāo Paulo S.P. CEP[注釈 59] 04133-000 Brasil（位置情報）

戦前に存在した別院
- 台北別院 - 台湾台北市寿町2-5、廃寺。

## 教学研究機関

### 真宗大谷派教学研究所
真宗大谷派付設の研究機関。2017年9月現在の教学研究所長は、楠信生（北海道教学研究所元所長・北海道教区第17組 幸福寺住職）。ちなみに本願寺派の教学研究調査機関の名称は、「本願寺教学伝道研究所」である。
真宗教化センター しんらん交流館2F 大谷ホールを会場として「東本願寺日曜講演」や、「しんらん交流館市民講座」を開催している。
所在地 - 京都市下京区諏訪町通六条下る上柳町199 真宗教化センター しんらん交流館2F（位置情報）

### 親鸞仏教センター
真宗大谷派の研究交流施設。2017年現在の所長は、本多弘之（東京教区第1組 本龍寺住職）。
「親鸞思想の解明」・「親鸞聖人ご命日のつどい」などの開催、情報誌『アンジャリ』（年2回刊行）、機関紙『親鸞仏教センター通信』（年4回刊行）、研究誌『現代と親鸞』（年2回刊行）を発行している。
所在地 - 東京都文京区湯島2丁目19-11（位置情報）

## 刊行物
以下は、東本願寺出版（真宗大谷派宗務所出版部）発行の主な刊行物である。
聖典
『真宗聖典』 - 1978年10月初版、編集・真宗聖典編纂委員会。
定期刊行物
『同朋新聞』 - 月刊機関紙
『真宗』 - 寺院向け月刊機関誌。一般門徒も購読可能。編集・真宗大谷派宗務所出版部。
『同朋』 - 一般門徒向け月刊聞法誌。編集・真宗大谷派宗務所出版部。
『ともしび』 - 月刊聞法誌。「東本願寺日曜講演」」（2015年7月5日〜）などの要旨が中心内容。編集・真宗大谷派教学研究所。
『あいあう』 - 真宗大谷派解放運動推進本部女性室が年1回刊行する広報誌。
不定期刊行物
『教化研究』。 - 1953年8月に第1号を発刊。2013年6月現在、継続刊行中。編集・真宗大谷派教学研究所。
叢書
「伝道ブックス」シリーズ
「同朋選書」シリーズ

## 関係教育機関

### 真宗大谷派学校連合会
連合会事務局…真宗大谷派宗務所教育部内
教育テーマ
「親鸞聖人によって開顕せられた浄土真宗の教えを建学の精神とし、それに基づく人間教育を教育理念として実践する。」
ともに生きる 人間であるために」
1965年（昭和40年）、真宗大谷派関係の学校連合会として結成される。
2005年（平成17年）11月20日、大谷ホールにて「真宗大谷派学校連合会結成40周年記念フォーラム」を開催する。

### 学校法人 真宗大谷学園
真宗大谷派が設立した学校法人。

### 大谷保育協会
同宗派関係の保育園・幼稚園・児童福祉施設は約500園あり、「社団法人大谷保育協会」に加盟している。
協会事務局 - 真宗大谷派宗務所教育部内
教育テーマ - 「ともに生きともに育ちあう保育を実践しよう」
- 大谷保育協会 地域別 加盟園数
  - 北海道 31
  - 東北 34
  - 関東 33
  - 甲信越 39
  - 北陸 38
  - 東海 111
  - 近畿 67
  - 中国・四国 6
  - 九州 151

### その他
その他の学事施設
- 各教区が設置する教育機関
  - 三条真宗学院（新潟）
  - 金沢真宗学院（石川）
  - 名古屋真宗学院（愛知）
  - 大垣真宗学院（岐阜）
  - 大阪真宗学院（大阪）
- 真宗大谷派が運営する一年全寮制の僧侶養成機関
  - 大谷専修学院（京都）

## その他
- 2013年（平成25年）5月29日、前門首の四男の大谷光道が墓参を拒否されたとして、京都地方裁判所に提訴をした[59]。
- 2017年（平成29年）4月26日、東本願寺の職員2人に、過去数年間サービス残業（多い時で月130時間以上）をさせていたとし、未払いの残業代約660万円を支払ったことを明らかになった。2人は寺の研修施設「同朋会館」に宿泊する門徒の世話を担当する「補導」と呼ばれる職員で、寺によると、1973年（昭和48年）に「補導」には残業代を一切支払わないとする違法な取り決めをしていた[60][61]。また全国の教務所でも、残業時に必要な労働基準法第36条に基づく労使協定（三六協定）を結ばずに、職員に違法な残業を行わせていたこと、本山宗務所の残業についても労使協定を結んだ「真宗大谷派職員組合」が、協定が法的効力を持つために必要な「労働者の過半数で組織する労組」に該当しないため、本山の残業も労基法に抵触している可能性があること、2016年（平成28年）12月に、本山を管轄する京都下労働基準監督署から「臨検」と呼ばれる任意の立ち入り調査を受け、職員の労働時間を適正に管理していないとして、行政指導を受けたことが明らかになった[62]。
- 2018年12月に京都市の東本願寺で開催された人権週間のギャラリー展に於いて、仏教研究者であり女性問題研究者である源淳子がパネルの展示を監修したが、パネルのうち3枚が、ギャラリー展を主催する大谷派の意向により差し替えられた。源は、女性差別に関する核心の部分が外されたとして、同派に対し抗議文を送付している[63]。